# مجلس الفصل
مجلس الفصل هو مصطلح مشتق من اجتماع الفصل ("Réunion coopérative", "Conseil") صاغه فراينت في علم أصول التدريس.
وقد قام فراينت بتنظيم الفصل كجمعية تعاونية (زراعية).
مثلما يقوم الفلاحون بتنظيم الزراعة وتسويق منتجاتهم معًا يقوم التلاميذ بالتعاون ووضع الخطط وتنظيم تعليمهم بأنفسهم.
ومجلس الفصل هو وسيلة لتقرير المصير يشارك فيه جميع التلاميذ بحقوق متساوية.
ويعتمد النموذج البديل لمجلس الفصل على عمل رودولف دريكورس (Rudolf Dreikurs) تلميذ ألفريد ايدلر (Alfred Adler).
وقد طور دريكورس مجلس الفصل بناء على علم النفس الفردي ودون رجوع إلى أصول التدريس لفراينت كوسيلة لحل المشكلات ومعالجتها ولكن ليس كوسيلة تقرير مصير.

## في أصول التدريس لفراينت

### مهام ومجالات النشاط
يمكن لمجلس الفصل أن يقوم بما يلي:
- التباحث بشأن التمرينات.
- التشاور بشأن طرق التدريس.
- التشاور بشأن مادة الدرس.

المقصود من مجلس الفصل هو تعزيز الإحساس بالمجتمع، وروح المجتمع والسلوك الديمقراطي. والعمل على إفادة المهارات والكفاءات المستقلة.
ومن الممكن في مجلس الفصل أن يقوم الطلاب بما يلي
- تقديم مشروعات ومهام تعلم محددة ذاتيًا مفيدة بالنسبة لديمقراطية مجلس الفصل.
- اتخاذ قرار بشأن التعاون
- صياغة المهام وطلب العمل في مجموعات.
- تقديم نتائج التعلم ومناقشتها.
- تخطيط الحياة الاجتماعية للفصل.
- تخطيط نفقات الفصل.
- مناقشة المشاكل والعلاقات مع الفصول الأخرى.
- مناقشة قضية تقرير المصير.

### مؤسسة الفصل القيمة
مجلس الفصل هو وسيلة لتعزيز تعليم المواطنة. أهداف التعلم الفردي وفوائده الاجتماعية للطلاب هي بؤرة اهتمام مجلس الفصل. ويشمل تقرير مصير الفصل التجارب الاقتصادية مثل الرحلات والملكية المشتركة والعناصر الاستهلاكية التي تتطلب تمويلاً ماليًا.
والاختلاف بين أهداف المناهج الدراسية التعليمية وأهداف التعلم الفردي للطلاب قد يؤدي إلى تضارب المصالح للمدرس والفصل. وتبين التجارب في مجالس الفصول أن التلاميذ متلهفون لاتباع المزيد من أهداف تعلم المناهج الدراسية.

### إدارة مجلس الفصل
خلال المرحلة الاستهلالية يمكن لمدرس الفصل أن يؤدي المهام الإدارية الضرورية.
وفي المراحل اللاحقة، من الممكن أن يقوم التلاميذ بالتناوب لمناصب رئيس المجلس وحافظ محاضر الاجتماع ومراقب الأحكام ومراقب الوقت والمهام الأخرى.
ومن الممكن للتلاميذ أن يحددوا أيضًا جدول أعمال.

### جدول الأعمال
من الممكن أن يقوم الطلاب بإعداد جدول أعمال لاجتماع مجلس الفصل. وتعتبر لوحة الإعلانات/صحف الحائط من الوسائل المفيدة التي تستخدم في جمع المشاركات والمساهمات في الموضوعات المختلفة (مثل الشكاوى والمقترحات والتقديرات). ومن الممكن لجميع الطلاب داخل الفصل أن يسهموا ويشاركوا في لوحة الإعلانات.

### دور المعلم في مجلس الفصل
والمقصود من وجود المعلم هو تقليل تأثيره بشكل فاعل والسماح بالعمليات الديمقراطية والاجتماعية في العمل الجماعي.
وإذا ترك الفصل بوسائله الخاصة فقد يقع تحت مخاطر تشجيع حكم القلة.
ومن المفترض أن الوسيلة الناجحة لتقرير المصير تتطور بشكل أفضل مع دعم المعلم في دور المرشد.

### القواعد
ينبغي أن تكون القواعد المقدمة ذاتيًا من مجلس الفصل كافية طالما أنها لا تتعارض مع سياسة المدرسة أو مع القانون.
ومن الممكن أن تكون القواعد المنظمة مسبقًا مفيدة لكنها تقوض تقرير مصير الطلاب.
فرؤية ما يمثله مجلس الفصل العادي قد تختلف تمامًا بالنسبة للتلاميذ وبالنسبة للمعلمين.
فالتلاميذ يحتاجون إلى مجال للتطوير وفرصة لممارسة تجاربهم الخاصة بواسطة تجارب اختراع سلوكياتهم وقواعدهم الديمقراطية الخاصة.

## نقد مجالس الفصول المعاصرة من منظور أصول التدريس لفراينت
انتزع مجلس الفصل في الغالب من سياقه التربوي في الوقت الحالي في أصول التدريس لفراينت وقد تم تحويره وتحويله. وتنتقد أصول التدريب لفراينت أن مجلس الفصل قد خسر جوانبه الديمقراطية والاستقلالية وأصبح امتدادًا لمدرس الفصل وإدارة المدرسة.
حتى في الأجزاء الأساسية من مجموعة الأدوات الديمقراطية لـBLK يعتبر مجلس الفصل وسيلة أولية لحل المشاكل.